# 怒りの日

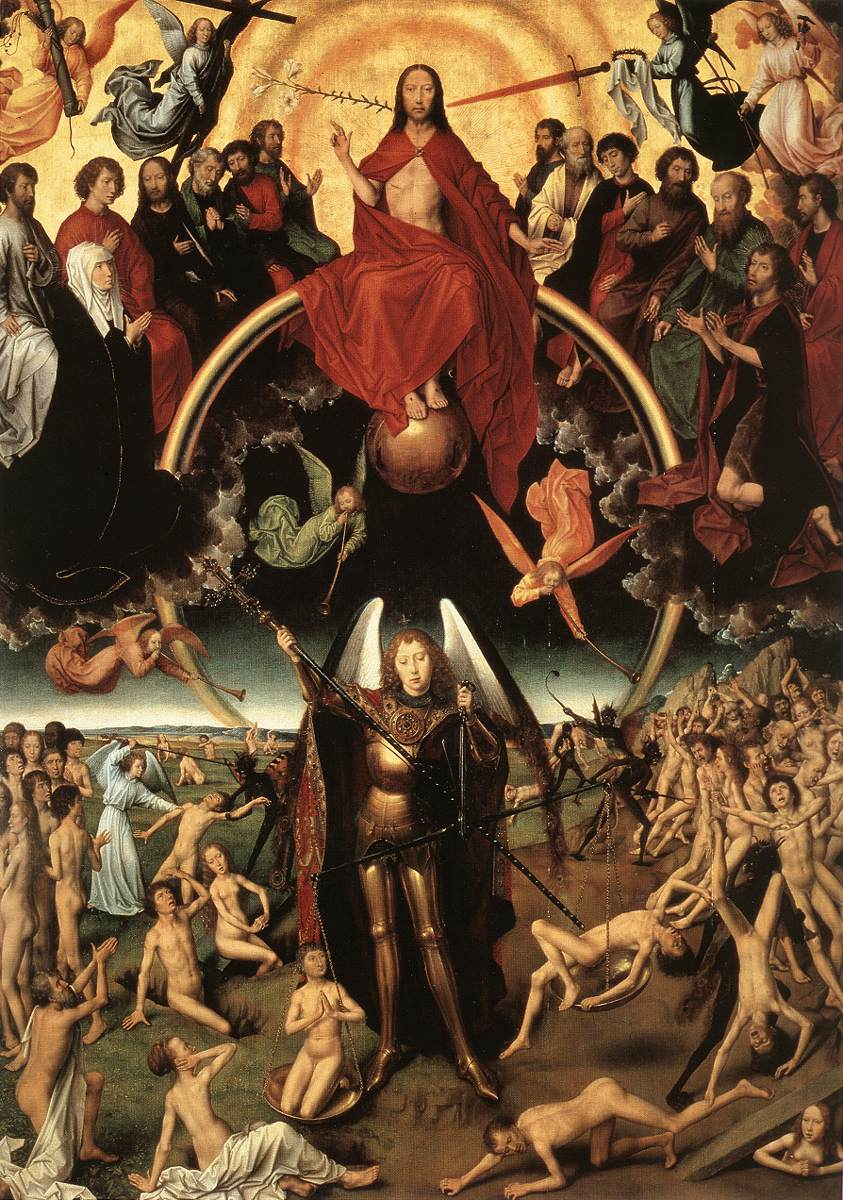
ハンス・メムリンク作の祭壇画（中央部のみ） 最後の審判 (ハンス・メムリンク)（1467年 - 1471年）

怒りの日（いかりのひ、ディエス・イレ、Dies irae）とは終末思想の一つで、キリスト教終末論において世界の終末、キリストが過去を含めたすべての人間を地上に復活させ、その生前の行いを審判し、神の主催する天国に住まわせ、永遠の命を授けられる者と地獄で永劫の責め苦を加えられる者に選別するとの教義、思想。または、それが行われる日。その様子については、新約最後の書、幻視者ヨハネによる『ヨハネの黙示録』（アポカリプス）に詳述されている。また、マタイによる福音書25章、第二テサロニケ1章、旧約のイザヤ63章にも記されている。ただし、ミサで用いられるラテン語の詞はトッマーソ・ダ・チェラーノの作詞と考えられ、聖書から直接とられた聖句ではない。

## 典礼
現在、レクイエム・ミサのセクエンツィアでは用いられるが、ローマ・ミサ典礼書（1970年）では使われない。
「怒りの日」には、ヴォルフガング・アマデウス・モーツァルトやジュゼッペ・ヴェルディなどの有名な曲があり、その重要な役割はよく知られているが、第二バチカン公会議以降は通常のミサでは使われなくなった。ただし、レクイエムやアドベント聖歌では現在も使われる。また、ラテン語を典礼に使う伝統カトリックはこれを用いている。

## 歌詞
|    | ラテン語（原文）                                                                           | 日本語訳 | イエズス会によるの公式漢文翻訳（1670）    |
| -- | ------------------------------------------------------------------------------------------ | --- | ----------------------------------------- |
| 01 | Dies iræ, dies illa Solvet sæclum in favilla, Teste David cum Sibylla.                     | 怒りの日なる彼の日は、世界を灰に帰すべし、 ダヴィドとシビルとの告げし如く。                                                                   | 世界燬日。哀哉凶哉。 達未徳王。童女共証。 |
| 02 | Quantus tremor est futurus, Quando Judex est venturus, Cuncta stricte discussurus!         | 人々の震慴驚怖（おそれおののき）は幾何ぞや、 何事をも厳しく糺し給はむとて、 判官（さばきぬし）の来り給う時。                                  | 審判生死。下降之時。 詳詢徳慝。顫慄至哉。 |
| 03 | Tuba mirum spargens sonum, Per sepulchra regionum, Coget omnes ante thronum.               | 奇しきラッパの響き、奇なる箛笛（ラッパ）の響、 各地の墓に鳴り渡るや、 人々皆主の寳坐（みくら）の下に集められん。                              | 吹号厳響。四方八極。 墓中蒼生。座前雲集。 |
| 04 | Mors stupebit et natura, Cum resurget creatura, Judicanti responsura.                      | 死と生とは驚愕（おどろ）かん、 人類（ひとびと）のかく蘇りて、 判官（さばきぬし）に答えんとするとき。                                          | 霊復原身。答主判訊。 死也性也。不勝驚駭。 |
| 05 | Liber scriptus proferetur, In quo totum continetur, Unde mundus judicetur.                 | かき記るされたる書物持ち出されん、 其中（そのうち）に凡て世の審かるべき事あり。                                                               | 将啓巨冊。一一詳録。 生霊善悪。各被判断。 |
| 06 | Judex ergo cum sedebit, Quidquid latet apparebit: Nil inultum remanebit.                   | 判官（さばきぬし）の坐し給うや、 隠匿（かく）れたるもの悉く顕（あらわ）れ、 一（いつ）として報（むくい）なきものなからむ。                    | 審判者主。威厳座位。 諸慝顕然。無一逃鑑。 |
| 07 | Quid sum miser tunc dicturus? Quem patronum rogaturus, Cum vix justus sit securus?         | 嗚呼、爾時（そのとき）我は如何なる不幸と謂わむ、 誰をたよりて保護者と頼まむ、 義人すら尚心安らかざれば。                                      | 孑然一人。夫復何言。 義人不穏。求誰保主。 |
| 08 | Rex tremendæ majestatis, Qui salvandos salvas gratis, Salva me, fons pietatis.             | 恐るべき御稜威の王、かしこき稜威（みいづ）の大王、 救わるるものを御恵（めぐみ）によりて、 救い給うが故に、御慈悲をもて我を救い給え。          | 皇皇巍巍。仁慈之泉。 恵然福人。伏乞救吾。 |
| 09 | Recordare, Jesu pie, Quod sum causa tuæ viæ: Ne me perdas illa die.                        | 思い出したまえ、記憶（おぼ）え給え、 慈悲深きイエズスよ、 世に降誕（くだ）り給えるは我が為めなるを、 かの日に於ても我を亡し給わざれ。         | 慈主耶穌。憶念吾為。 尓路之故。末日勿亡。 |
| 10 | Quærens me, sedisti lassus: Redemisti Crucem passus: Tantus labor non sit cassus.          | 主は我を索（もと）めんとて疲労（つか）れて坐し給い、 十字架の苦（くるしみ）を受て贖い給えば、 かかる労苦を無益（むだ）ならざらしめ給え。      | 昔尓覓吾。疲倦歇息。 釘死救贖。勿辜尓楚。 |
| 11 | Juste Judex ultionis, Donum fac remissionis, Ante diem rationis.                           | 報（むくい）を与え給う最（いと）も正しき判官（さばきぬし）、 赦宥（ゆるし）を賜われかし、 審判（さばき）の日に先（さきだ）ちて。              | 至公之主。福善禍悪。 審判之先。乞賜罪赦。 |
| 12 | Ingemisco, tamquam reus: Culpa rubet vultus meus: Supplicanti parce, Deus.                 | 我は罪人（つみびと）にて嘆き、 我過失（わがあやまち）を赤面して、祈り奉る、 嗚呼天主我を赦免（ゆる）し給え。                                  | 負罪罪人。呻呼龥天。 満面羞慚。伏祈赦吾。 |
| 13 | Qui Mariam absolvisti, Et latronem exaudisti, Mihi quoque spem dedisti.                    | 主はマダレナの罪を赦し、 又盗賊の願（ねがい）をも聴容れ給いしにより、 我にも希望（のぞみ）を抱かしめ給えり。                                  | 昔瑪利亜。蒙尓大赦。 盗賊亦然。賜予有望。 |
| 14 | Preces meæ non sunt dignæ; Sed tu bonus fac benigne, Ne perenni cremer igne.               | 我祈祷（わがいのり）は聴きいれらるるに足らざれども、 主は慈悲深くましませば、 我を熄（き）えざる火に焼けざらしめ給え。                        | 予祈匪虔。望尓垂憐。 勿令予霊。曁身永燬。 |
| 15 | Inter oves locum præsta. Et ab hædis me sequestra, Statuens in parte dextra.               | 主よ我を主の左側なる山羊よりはなれしめ、 右側なる羊の群に加い給え。                                                                           | 望尓使予。入綿羊桟。 別於山羊。置之右側。 |
| 16 | Confutatis maledictis, Flammis acribus addictis, Voca me cum benedictis.                   | 呪われたもの、呪咀（のろ）わるる者を退け、 はげしき火刑に処（さだ）め給わんとき、 祝福（めぐ）まるる者とともに我を招き給え。                  | 已遂禍種。永入猛火。 使予偕善。永享真福。 |
| 17 | Oro supplex et acclinis, Cor contritum quasi cinis, Gere curam mei finis.                  | 御前（みまえ）に俯伏（ひれふ）し 灰の如く碎（くだ）かれたる心をもて 偏（ひとえ）に希（こいねが）い奉る、 嗚呼我終遠（わがおわり）を計い給え。 | 予身伏地。心痛悚懼。 祈尓俯憐。永日護予。 |
| 18 | Lacrimosa dies illa, Qua resurget ex favilla, Judicandus homo reus. Huic ergo parce, Deus: | 涙の日、悲嘆の日なるかな、人土より蘇りて。 犯せし罪を審（さばか）るべければ、 嗚呼天主よ之（これ）を赦し給え。                                | 火中蒼生。将復原体。 聴主審判。凶哉彼日。 |
| 19 | Pie Jesu Domine, Dona eis requiem. Amen.                                                   | 慈悲深き主イエズスよ、 彼等に安楽を与え給え。アメン、                                                                                         | 祈望天主。赦衆夙犯。 耶穌惻憫。息止安所。 |

## 旋律
グレゴリオ聖歌の「怒りの日」の旋律は、修道士セラノのトーマス（1250年没）によって選定され、レクイエムの怒りの日で歌われていた。

### クラシック音楽での使用
ベルリオーズの「幻想交響曲」（1830年）の第5楽章、リストの「死の舞踏」（1849年）に引用されてから「死」をあらわすものとしてクラシック音楽の作曲家によってしばしば引用されるようになった。他に「怒りの日」の旋律を用いた音楽の例として下記のものが挙げられる。
- アントワーヌ・ブリュメル：「死者のためのミサ曲」（1500年ごろ）
- ジョアン・セレロルス：「死者のためのミサ曲」（17世紀）
- アルカン：「3つの悲愴的な様式による3曲」作品15（1837年）の第3曲「死んだ女」
- チャイコフスキー：「6つの歌」作品16（1872年）の第6曲「新しいギリシアの歌」、組曲第3番（1884年）第4楽章、「マンフレッド交響曲」（1885年）第4楽章
- サン＝サーンス：「死の舞踏」（1874年）
- サン＝サーンス：レクイエム（1878年）の「ディエス・イレ」
- マーラー：交響曲 第2番 "復活"（1894年）
- チャールズ・マーティン・レフラー：ヴァイオリンと管弦楽のための「ディヴェルティメント」の第3曲「死者の謝肉祭」（1895年）
- レイナルド・アーン：「20曲の歌曲第一集」より「ブドウ摘みの3日間（Trois Jours de Vendange）」（1896年）
- グラズノフ：組曲『中世より』作品79のスケルツォ（1902年）
- ドホナーニ：「4つの狂詩曲」作品11（1903年）の第4番
- ラフマニノフ：「交響曲第2番」（1907年）、 「死の島」（1909年）、「鐘」（1913年）、「徹夜祷」「ヴォカリーズ」（1915年）、「パガニーニの主題による狂詩曲」（1934年）、「交響的舞曲」（1940年）
- アーネスト・シェリング：「戦勝記念舞踏会（A Victory Ball）」（1923年）
- イザイ：「無伴奏ヴァイオリンのためのソナタ第2番」（1924年）
- ショスタコーヴィチ：「10の格言集」作品13から第7曲「死の舞踏」[4]、劇付随音楽『ハムレット』（1932年）から「レクイエム」
- ジャック・イベール：映画音楽『ゴルゴタ』（1935年）から「磔刑」
- アルテュール・オネゲル：オラトリオ「死の舞踏」 作品番号H.131（1938年）から第2曲「死の舞踏」
- ダッラピッコラ：「囚われの歌」（1938-41年）
- ハチャトゥリアン：交響曲第2番「鐘」（1943年）第3楽章
- ジョセフ・ワグナー：交響曲第2番（1945年）第2楽章
- ソラブジ：「怒りの日によるセクェンツィア・シクリカ」（1948-49年）
- ドアティ：「メトロポリス・シンフォニー」（1988-93年）第5楽章

### 近年の世俗使用
格闘ゲーム『餓狼伝説』シリーズでは、ヴォルフガング・クラウザーのテーマ曲としてモーツァルトのレクイエムにおけるそれが使われている。
近年ではベルイマンの映画『第七の封印』において、グレゴリオ聖歌の｢怒りの日｣の旋律が中世の壁画をもとに再現された死の行進のシーンで使われている。また、映画『シャイニング』冒頭にはグレゴリオ聖歌の｢怒りの日｣の旋律が主題に使われているベルリオーズの幻想交響曲の第5楽章が、『バトル・ロワイアル』のCM、『新世紀エヴァンゲリオン劇場版 シト新生』の予告編などではヴェルディのレクイエムのそれが使われた。ブライアン・デ・パルマの『愛のメモリー』では、主人公のマイケル・コートランドがサンドラ・ポルティナーリと、彼女の母マリアの墓参りをする時に使われている。
『ジャイアントロボ THE ANIMATION -地球が静止する日』では、天野正道の新曲が用いられた。CDインデックスでは「歌詞・クレゴリオ聖歌 怒りの火-Dies Irae-より」と表記された。
『Dies irae -Also sprach Zarathustra-』シリーズとして、「Dies irae」をこのままタイトルに使用しているアドベンチャーゲームも存在している。また、当ゲームのアニメ版でもモーツァルト・ヴェルディのレクイエムで共に使用されている。

## 比較宗教学の考察
同様の思想はゾロアスター教をはじめユダヤ教・イスラム教などにも見られ、多神教的世界観から二神教、一神教的世界観へ変遷していく中で唯一神の絶対正当性を保証するために考え出されたのではないかとされている。